# Castaway Cay

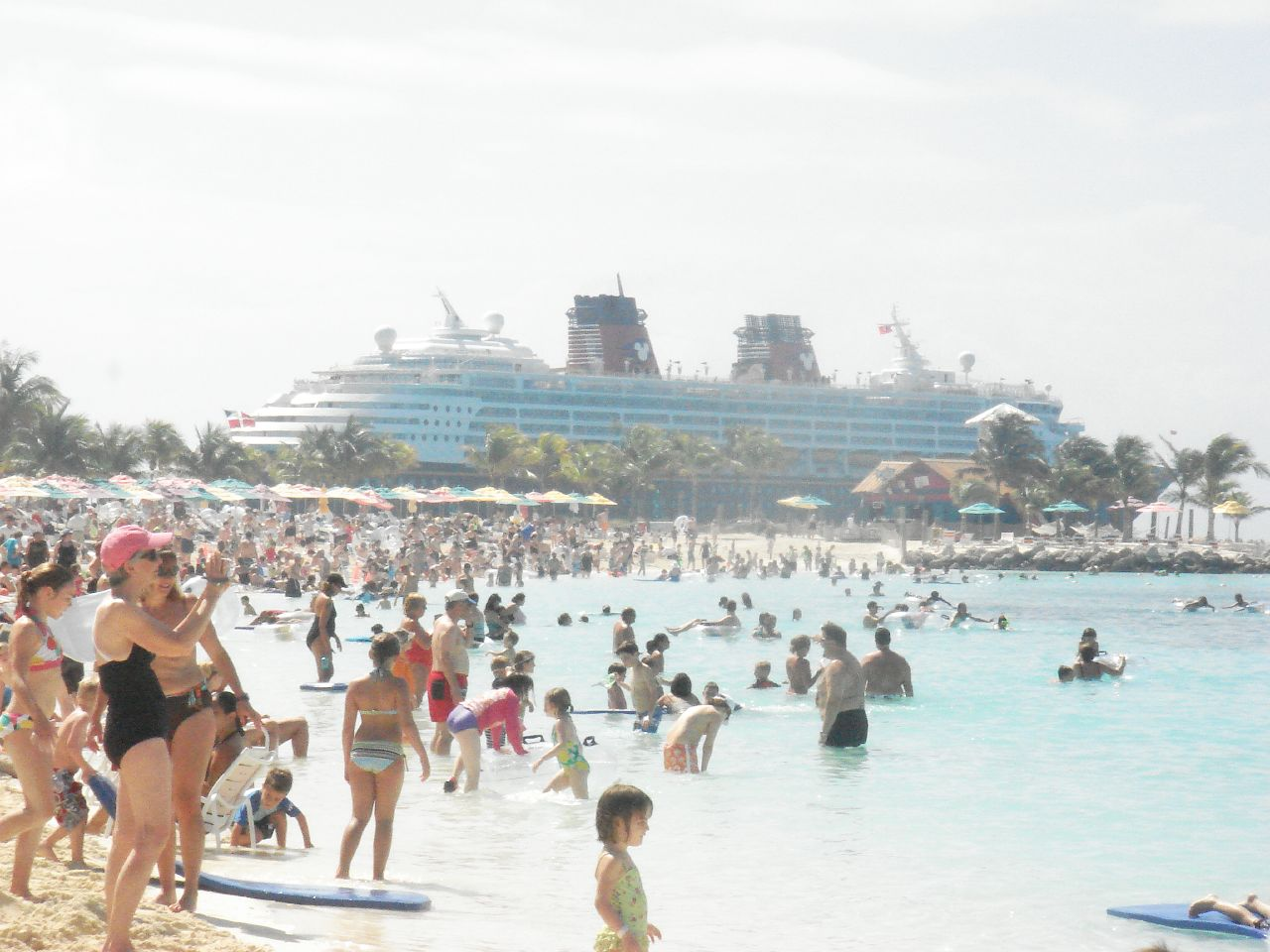
Praia de Castaway Cay com o Disney Magic ao fundo

Castaway Cay é uma ilha privada em Bahamas, que serve como uma porto exclusivo para os navios da Disney Cruise Line: Disney Wonder, Disney Magic, Disney Dream e Disney Fantasy. Ele está localizado perto das Ilhas Ábaco e era anteriormente conhecida como Gorda Cay. Em 1997, The Walt Disney Company comprou um contrato de arrendamento de terras do governo das Bahamas, previsto para terminar em 2096, dando à empresa um controle substancial sobre a experiência do hóspede na ilha. A estação de correios na ilha tem selos especiais do Bahamas para a Disney Cruise Line, e um carimbo "Castaway Cay".

## História e desenvolvimento
Castaway Cay já foi usado como uma parada para traficantes de drogas. Há uma pista de pouso na ilha, mas não está mais em uso regular. Castaway Cay também tinha sido usado para as filmagens; a praia, onde Tom Hanks primeiramente encontra Daryl Hannah em Splash é na ilha.
A Disney disse ter gasto US$ 25 milhões para desenvolver e equipar a ilha. A construção levou 18 meses e incluiu a dragagem de 50.000 caminhões de areia do fundo do Oceano Atlântico. O cais e suas abordagens foram construídos para permitir que os navios da Disney atracar ao lado, eliminando assim a necessidade de transportes para os passageiros desembarcarem em terra. A ilha ainda é muito pouco desenvolvida: apenas 55 dos 1.000 acres (4,0 km2) estão sendo usados. Castaway Cay agora tem 90 residentes permanentes que mantêm a ilha em atividade. Ele também tem seu próprio transporte de combustível.

## Galeria

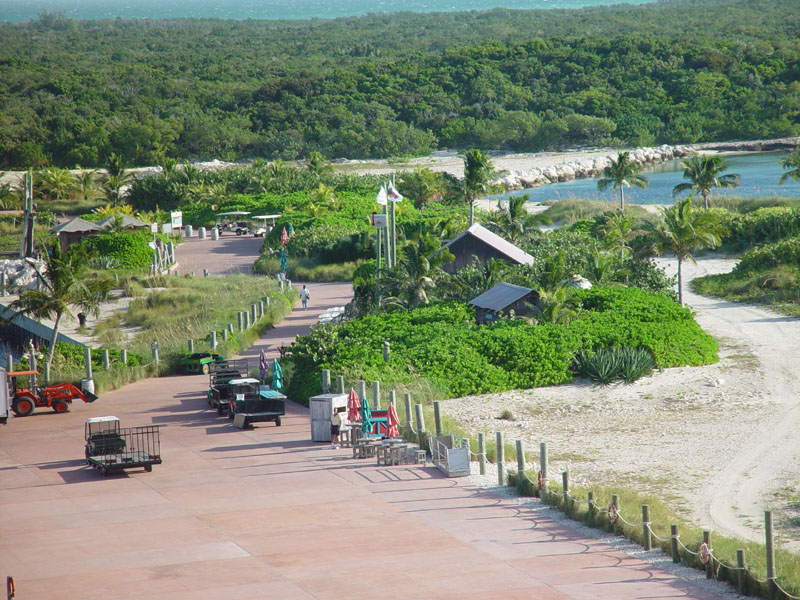
Vista do cais de ancoragem do navio
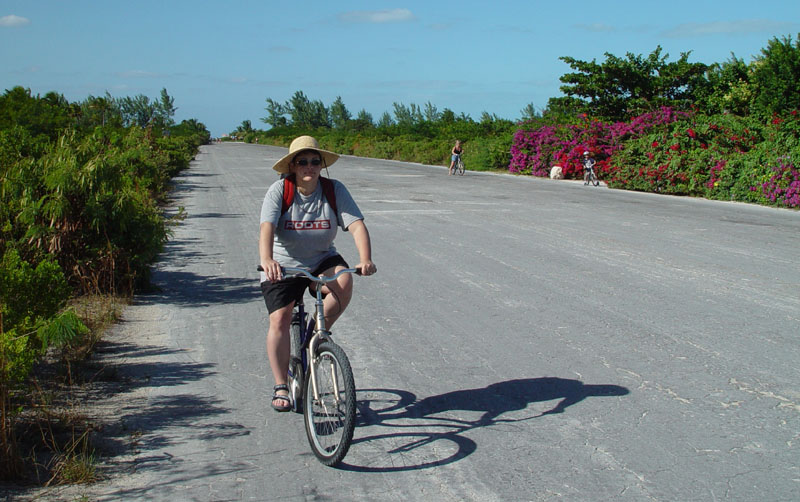
A antiga pista, usado como um caminho de bike
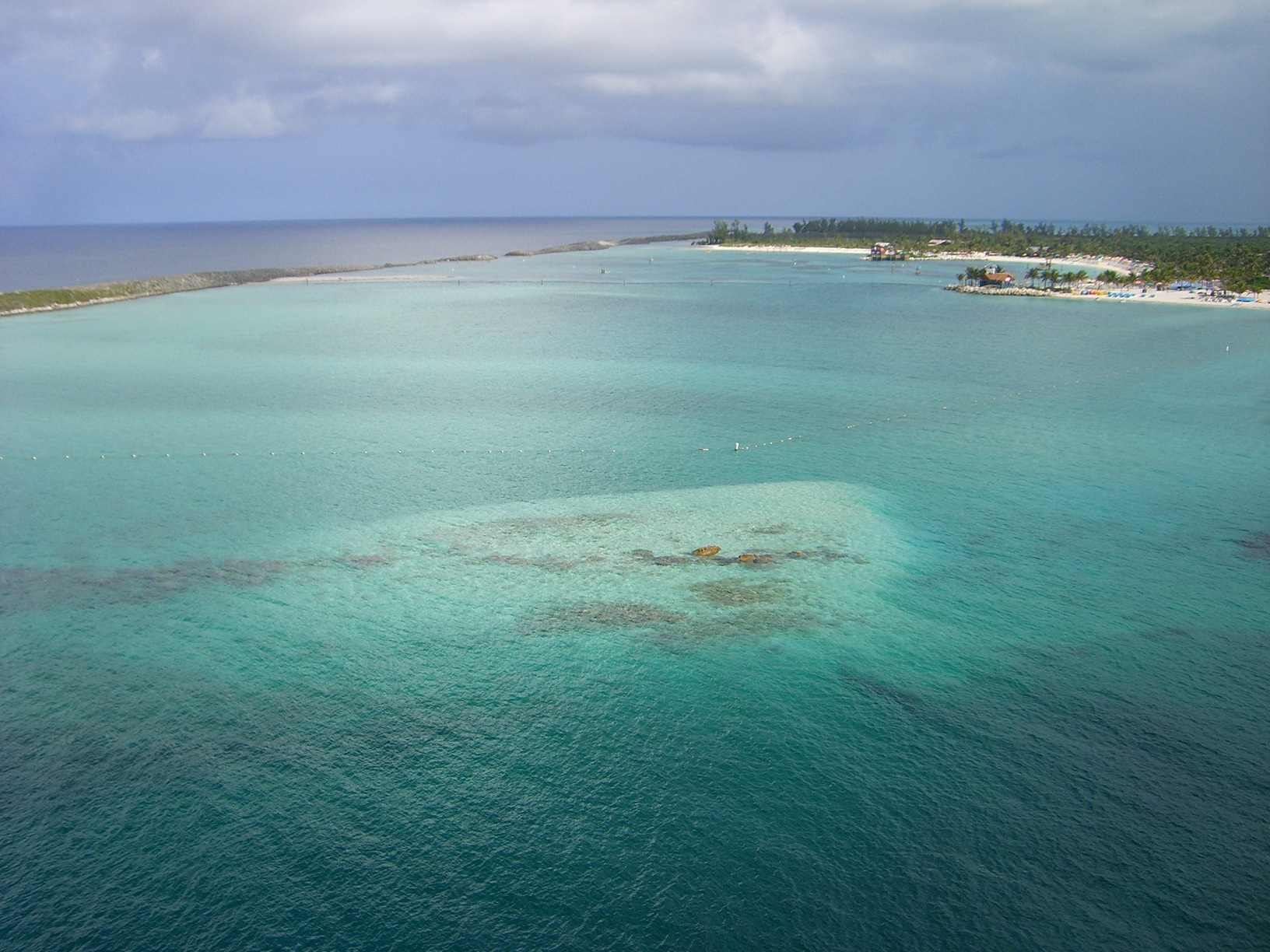
Vista distante da praia da ilha e lagoa
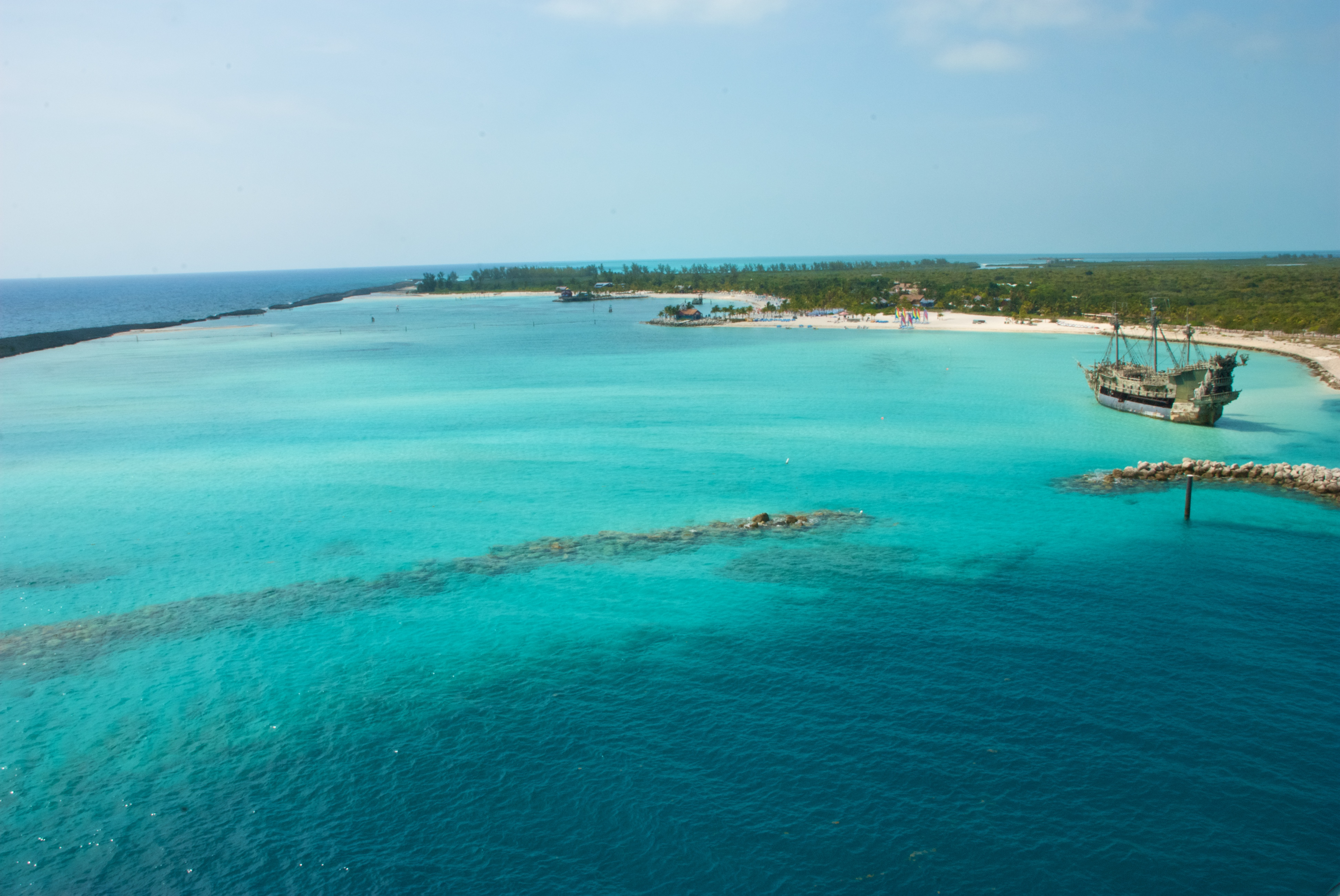
Castaway Cay with com o Holandês Voador visível.
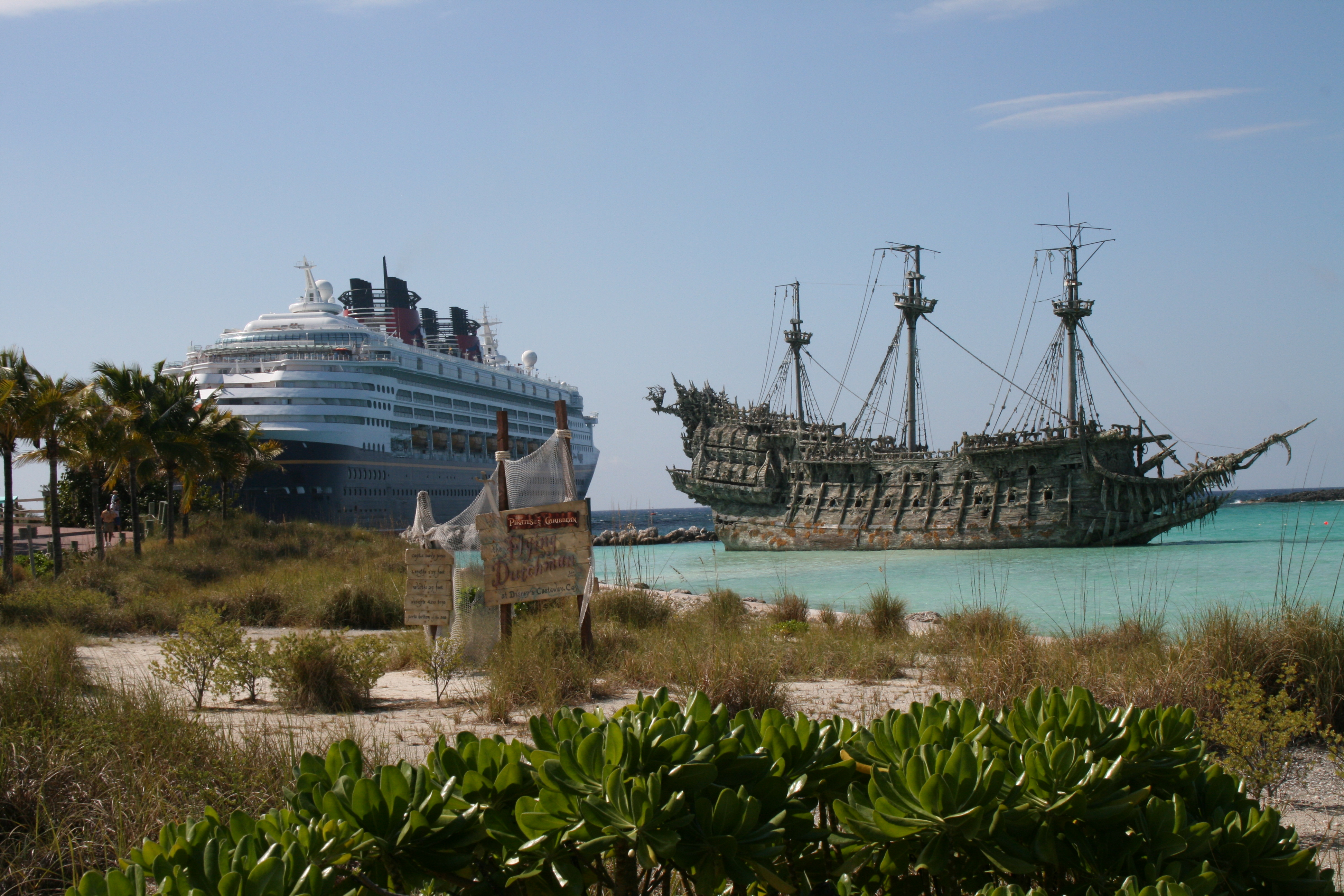
Vista do Holandês Voador com o Disney Wonder em segundo plano.
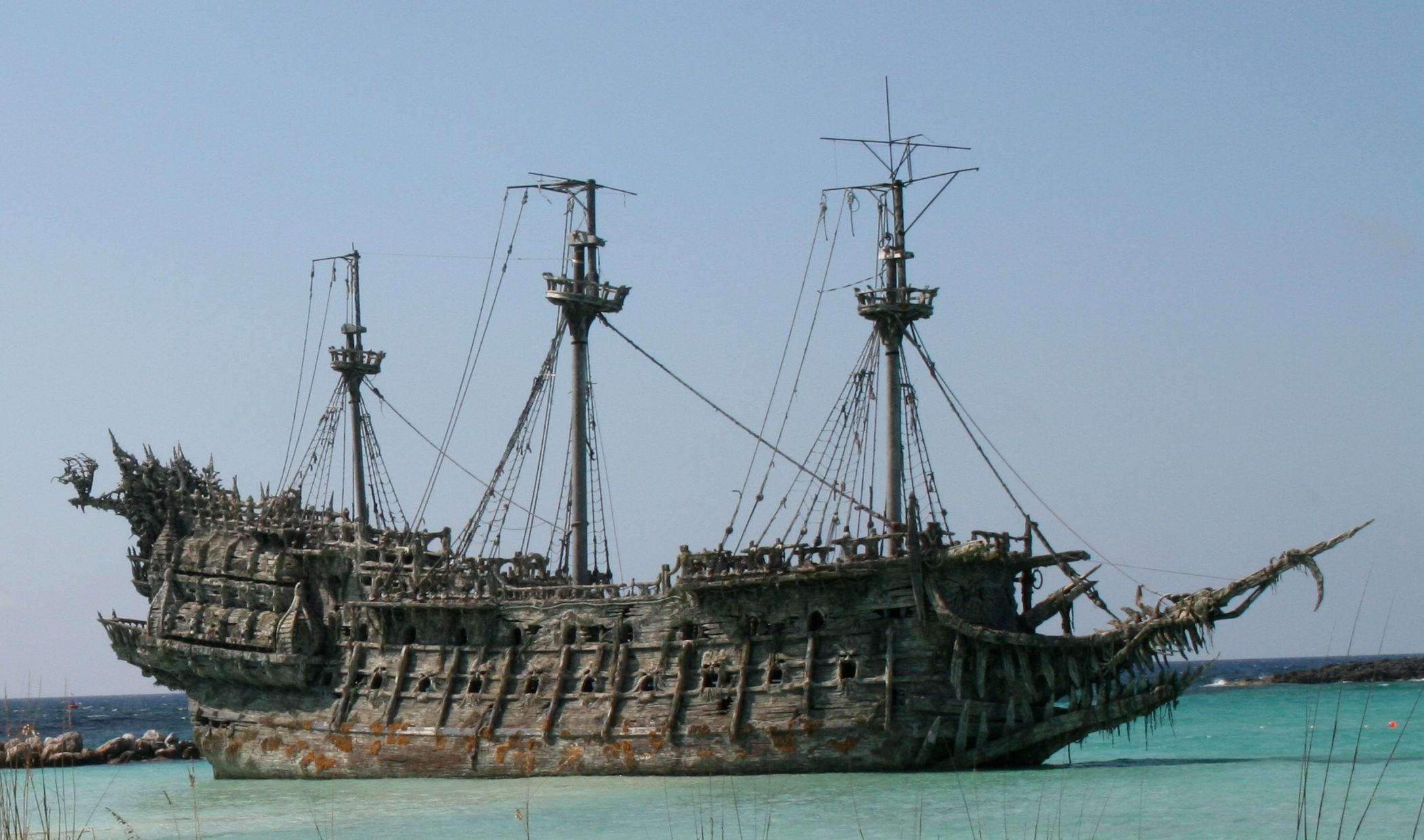
O Holandês Voador no Castaway Cay